# Macka Diamond
Macka Diamond, née Charmaine Munroe le 12 janvier 1971 à Kingston en Jamaïque, est une chanteuse de dancehall et une écrivaine jamaïcaine. Elle est connue pour son titre Dye Dye sorti en 2013.

## Biographie
Elle est née à Kingston en Jamaïque et a grandi à Portmore. Elle commence sa carrière durant son adolescence sous le nom de Lady Charm et fait le tour des studios importants de Kingston. Elle fait partie du Worm Dem Crew de Captain Barkey avant de poursuivre en solo et de trouver le succès avec le titre « Don Ban » avec King Tubby. En 2015, elle sort son son intitulé Weave.   
En 2016, elle sort son single Play Tune en featuring avec DJ Coss.  

## Discographie
- 2004 : Mi Ready
- 2004 : Love Dem Buddy
- 2005 : Look Big (feat. Vybz Kartel)
- 2008 : Roberry
- 2013 : Dye Dye
- 2014 : Big Foot
- 2015 : Weave[4]
- 2016 - Play Tune
- 2017 - Fuck Mi Make Mi Come
- 2018 - Prove It (feat. Spotlight)
- 2019 - Birthday Sex

## Livres
- The Real Gangster Wife
- Bun Him
- Naughty or Nice?
- Grown and Sexy